# U-Bahn-Station Messe-Prater
Die Station Messe-Prater ist eine unterirdische Station der Wiener U-Bahn-Linie U2 im 2. Wiener Gemeindebezirk Leopoldstadt. 
Sie wurde im Zuge der Freigabe des ersten Teilstücks der Verlängerung der U2 zwischen Schottenring und Stadion am 10. Mai 2008 ihrer Bestimmung übergeben. Gleichzeitig wurde auch die Straßenbahnlinie 21 entlang der Ausstellungsstraße eingestellt. Namensgeber ist einerseits die Wiener Messe und andererseits das Naherholungsgebiet Prater. Die Station liegt südlich des Stuwerviertels an der nordöstlichen Ecke des Vergnügungsviertels Wurstelprater unter der Ausstellungsstraße zwischen der Nordportalstraße und dem Messeplatz. Sie ist mittels Aufzugsanlagen barrierefrei erreichbar, verfügt über einen Mittelbahnsteig und ein Gründach samt Belichtungsöffnungen.

Sie ist die letzte unterirdische Station der Linie U2 in Richtung Seestadt.

## Bilder

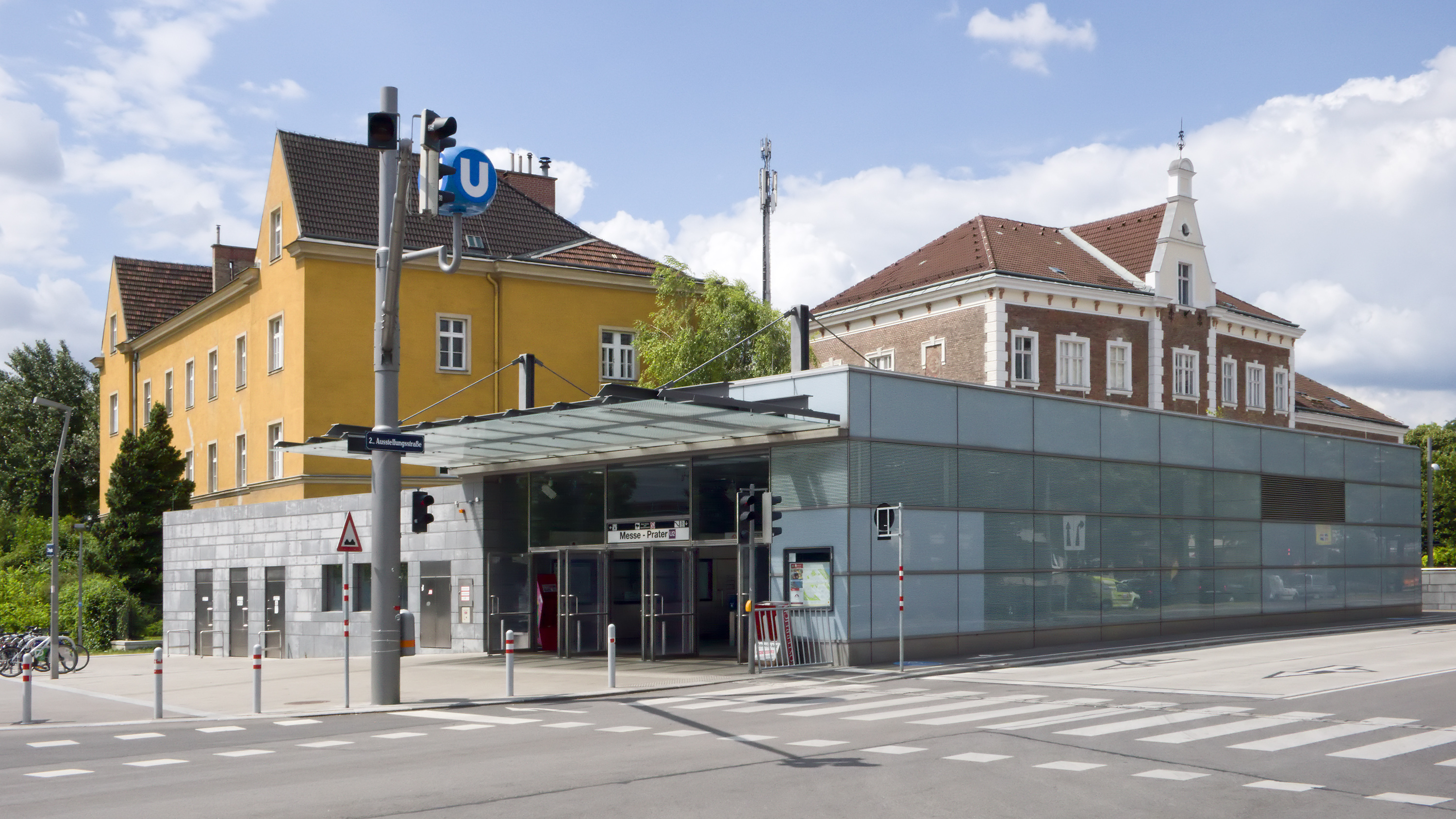
Aufnahmegebäude Messe
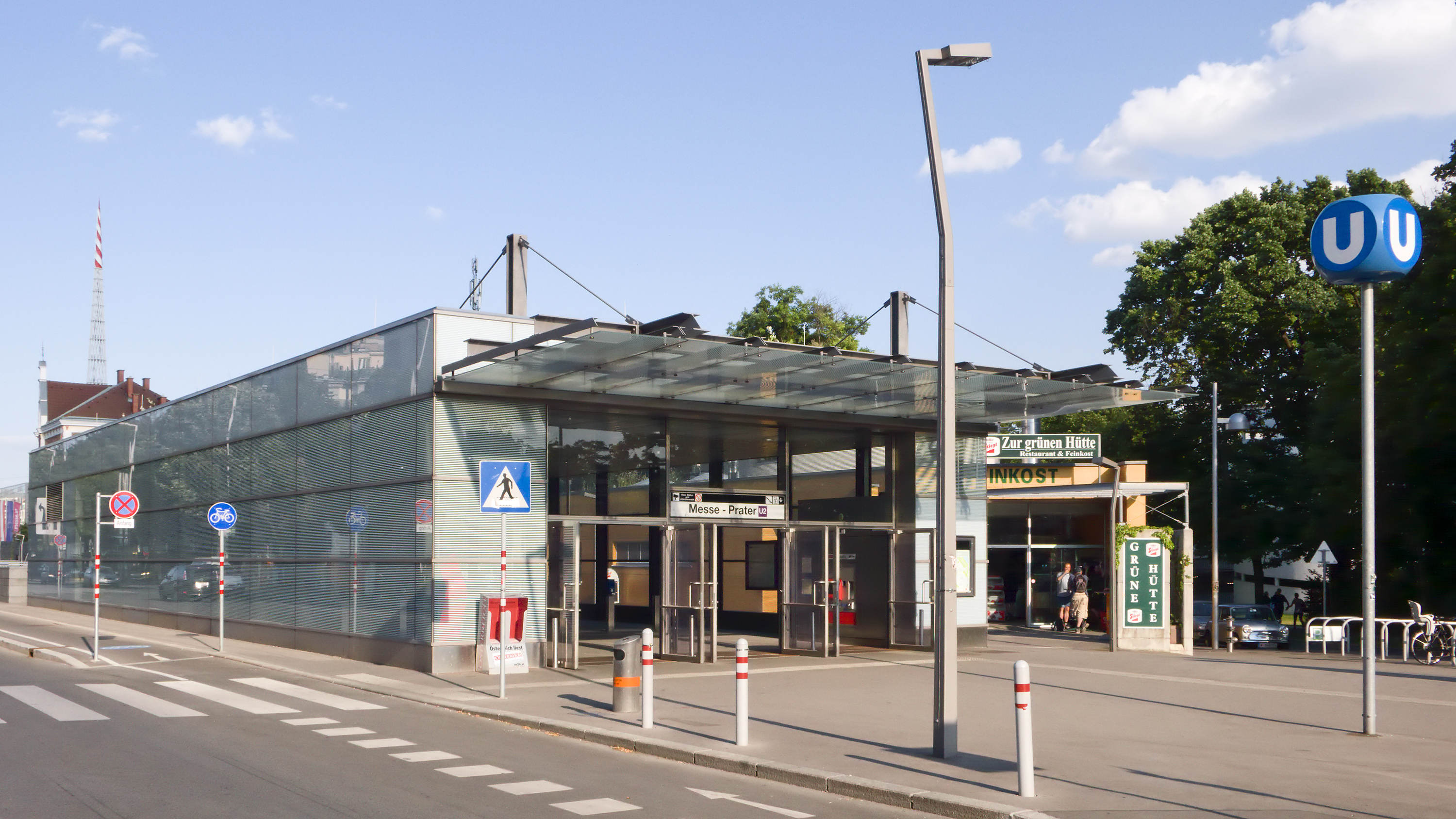
Aufnahmegebäude Prater
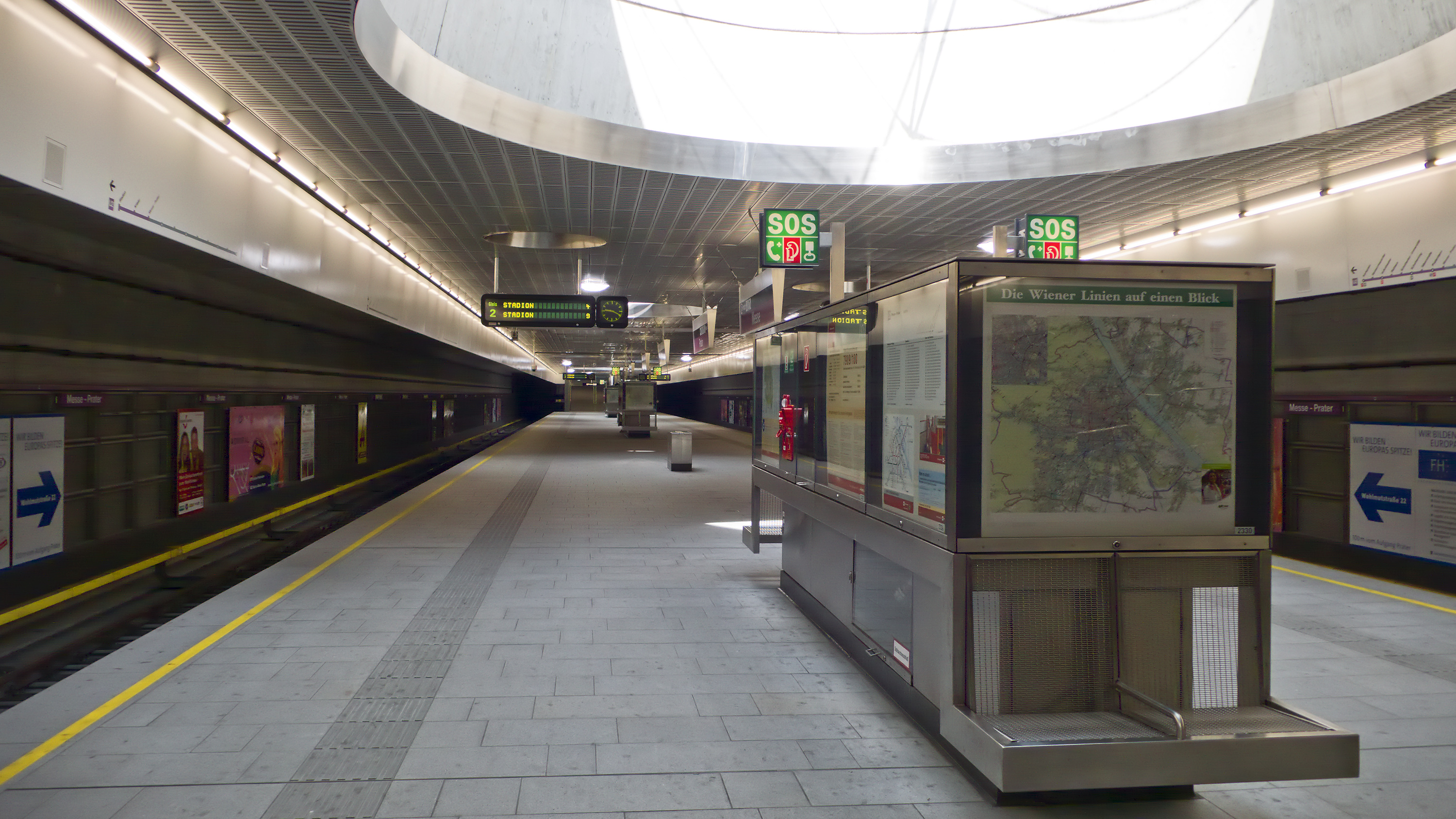
Bahnsteig Richtung Seestadt
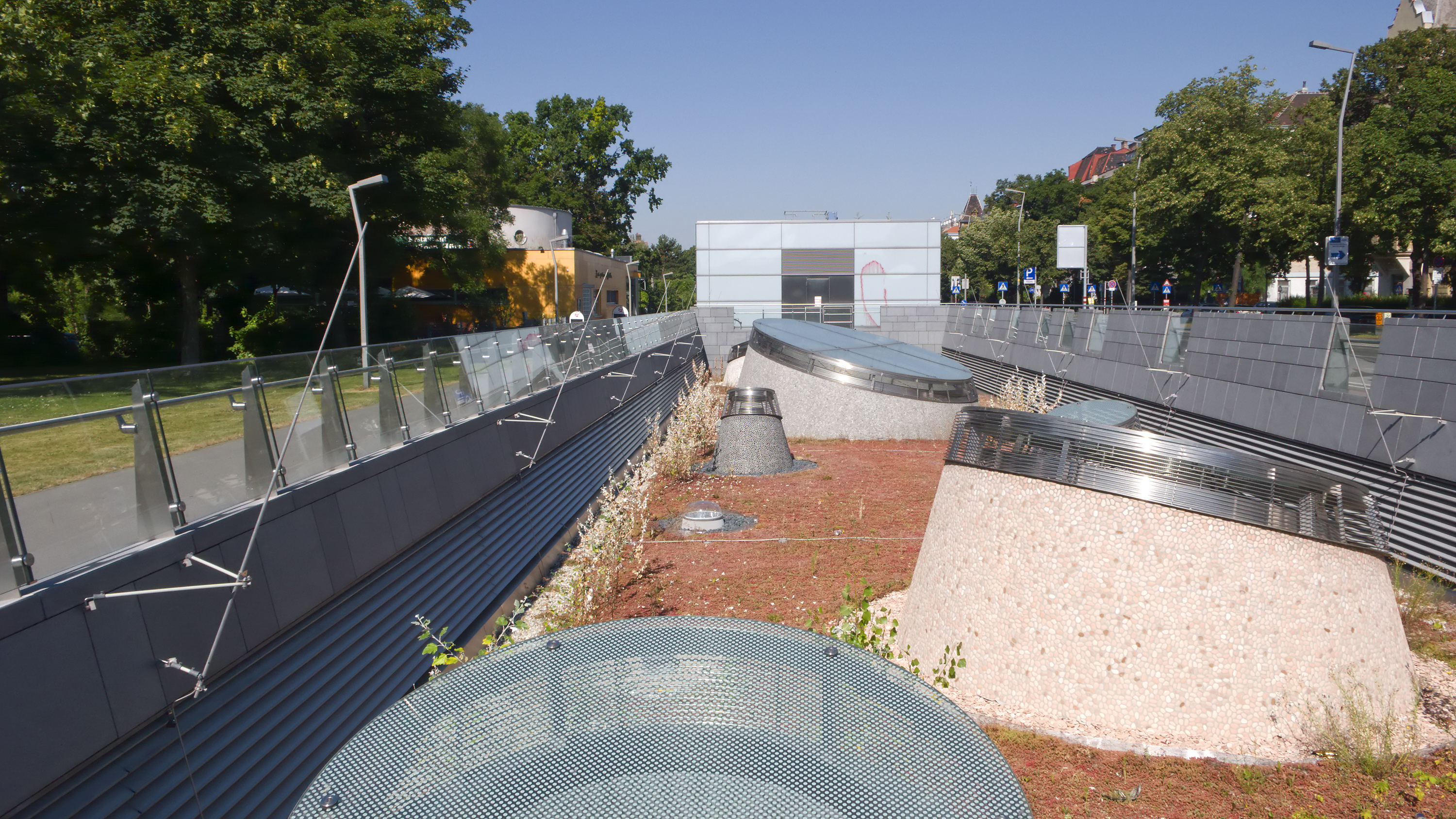
Dach der Station, Ausstellungsstraße
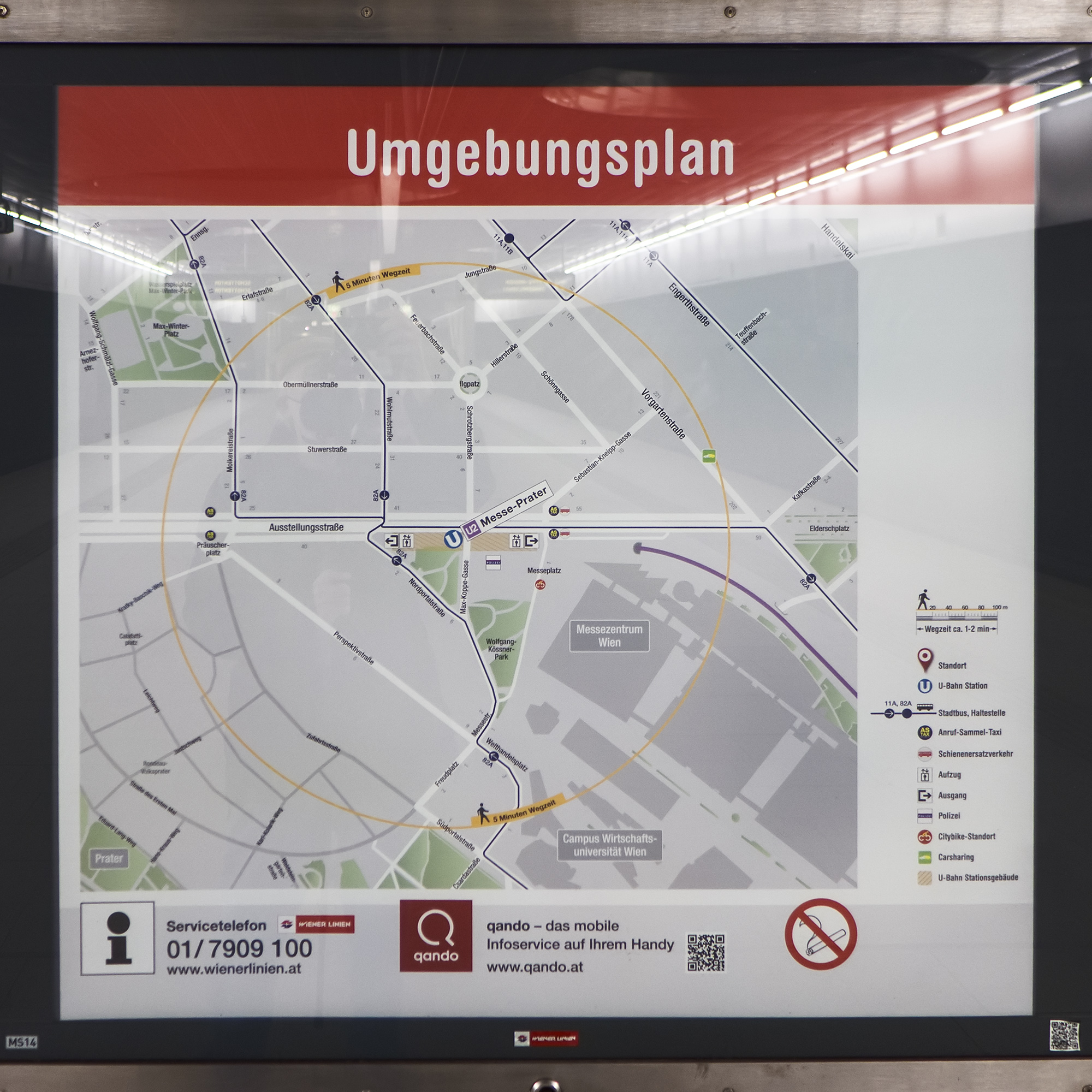
Umgebungsplan